# Wemade Entertainment
Wemade Entertainment Co., Ltd est un développeur et distributeur de jeux vidéo, localisé à Séoul, Corée du Sud. La société est créatrice de la série MMORPG des Legend of Mir, les deux plus gros jeux vidéo à succès étant Legend of Mir II et son prédécesseur Legend of Mir III. Legend of Mir a attiré environ 120 millions d'utilisateurs en Asie, et générant pas moins de 65 millions de dollars en un mois de revenu. Durant ses neuf dernières années d'opération, Legend of Mir 2 continue à générer 20 millions de dollars mensuellement uniquement en Chine.

## Histoire
WeMade a été fondé le 10 février 2000 par les développeurs de Legend of Mir. Ils choisissent de nommer leur société WeMade Entertainment à la suite d'une poursuite judiciaire faite par leur partenaire Coréen Actoz contre l'opérateur Chinois Shanda. Shanda avait copié le concept de Legend of Mir sous le nom de The World of Legend, ce qui a mené à une poursuite judiciaire. En choisissant le nom de leur société, les développeurs affirmaient qu'ils avaient créé Legend of Mir (“We made Legend of Mir”). Après la poursuite, Actoz acquiert Shanda et cette société, anciennement chinoise, opère désormais en Corée.
En 2007, le chef et fondateur de WeMade Entertainment, Kwan-Ho Park, engage Kevin “Sookiel” Seo en tant que cochef de la direction pour transformer la compagnie de développement en opérateur et distributeur de jeux en ligne Coréen. Mr. Seo était l'ancien CEO d'Actoz/Shanda Corée. La compagnie augmente ses effectifs et passe de 300 à près de 600 employés.
Actuellement, WeMade Entertainment Co. Ltd. distribue de nombreux jeux en Corée tels que Legend of Mir 2, Legend of Mir 3, Master of Fantasy et Chang Chun (également intitulé Three Kingdom Chronicles). WeMade distribue également des jeux d'autres développeurs comme Chaps Online, Tartaros et Avalon. Shanda distribue Legend of Mir 2 et Chang Chun en Chine, tandis que Softworld distribue Mir 2 à Taïwan. GameFactory distribue Rumble Fighter aux États-Unis et en Europe.
Durant l'été 2008, WeMade établit son quartier général Américain à Seattle, Washington - WeMade Entertainment USA, Inc., entière propriété des actionnaires Coréens.

## Équipe professionnelle
De 2007 à 2011, WeMade Entertainment fonde une équipe professionnelle de jeux vidéo nommée WeMade FOX ayant participé au développement de Counter-Strike, StarCraft: Brood War et Warcraft III. Sponsorisé par Pepsi, Skechers, GomTV et Mizuno, WeMade FOX avait sous sa main de nombreux joueurs célèbres tels que NaDa et Jang Jae "Moon" Ho. Le 31 août 2011, l'équipe est officiellement séparée jusqu'à ce que de nouveaux sponsors ne soient trouvés.